# Sid (ban nhạc)
SID (シド Shido) là một ban nhạc rock visual kei Nhật Bản gồm 4 thành viên.

## Thành viên
- Mao (マオ?) (sinh 23 tháng 10, 1977 (47 tuổi) tại Fukuoka)
- Shinji (sinh 8 tháng 2, 1979 (46 tuổi) tại Saitama)
- Aki (明希?) (sinh 3 tháng 2, 1981 (44 tuổi) tại Tokyo)
- Yuuya (ゆうや?) (sinh 9 tháng 12, 1981 (43 tuổi) tại Chiba)

## Danh sách đĩa nhạc

#### Album nguyên bản
| Năm  | Chi tiết                                                                                    | Vị trí trên Oricon | Doanh số và chứng nhận |
| ---- | ------------------------------------------------------------------------------------------- | ------------------ | ---------------------- |
| 2004 | Ren'ai - Phát hành: 22 tháng 12 năm 2004 - Hãng đĩa: Danger Crue (DCCA-31)                  | 44                 |                        |
| 2005 | Hoshi no Miyako - Phát hành: 16 tháng 11 năm 2005 - Hãng đĩa: Danger Crue (DCCA-41)         | 26                 |                        |
| 2006 | play - Phát hành: 8 tháng 11 năm 2006 - Hãng đĩa: Danger Crue (XNDC-10003)                  | 9                  |                        |
| 2008 | Sentimental Macchiato - Phát hành: 28 tháng 2 năm 2008 - Hãng đĩa: Danger Crue (XNDC-10025) | 8                  |                        |
| 2009 | hikari - Phát hành: 1 tháng 7 năm 2009 - Hãng đĩa: Ki/oon (KSCL-1414)                       | 2                  | 109,501                |
| 2011 | dead stock - Phát hành: 23 tháng 2 năm 2011 - Hãng đĩa: Ki/oon (KSCL-1414)                  | 4                  | 71,097                 |